# Közlekedési és Vízügyi Minisztérium
A Közlekedési és Vízügyi Minisztérium (rövidítve:KVM) a Magyar Köztársaság egyik minisztériuma volt 2000-től.

## Története
2000-ben kivált a Közlekedési, Hírközlési és Vízügyi Minisztérium-ból a hírközlés, ezért a minisztérium új neve Közlekedési és Vízügyi Minisztérium lett. A miniszter Fónagy János volt, 2000-től 2002-ig. 